# 이시즈카 운쇼
이시즈카 운쇼(일본어: 石塚 運昇, 1951년 5월 16일 ~ 2018년 8월 13일)는 일본의 전 성우이다. 아오니 프로덕션 소속. 후쿠이현 가쓰야마시 출신이다.
2018년 8월 13일 식도암으로 인해 영면했다.

## 출연작품

### TV 애니메이션
1984년
- 거신 고그(나레이션)
- 부탁해 메카독(와타나베 토시미츠)

1986년
- 초신성 플래시맨(대제 라 데우스)

1987년
- 기갑전기 드라고나(나레이션)
- 하이스콜!기면조(보소나쥬우시로우)

1988년
- 마신영웅전 와타루(톰·키라라 , 돈·키폿테 , 무고·하안)

1989년
- 수신 라이가(부장)
- 외계소년 위제트 (조연 다수)
- 루팡3세 바이바이 리버티 위기일발(존스)

1990년
- 세 번째가 통과(운명 경부)
- 사이버시티 오에도 808(왕)

1991년
- DRAGON QUEST -타이의 대모험- (바란)
- 하이스쿨 미스테리 7대 블가사의(여관주인)
- 보거스는 내 친구 (조연 다수)
- 요코야마 미츠테루 삼국지(주유)

1992년
- 루팡3세 러시아에서 사랑을 담아(럭키·맥도날드)

1993년
- 검용전설YAIBA(미네 라이조)
- 슬램덩크(오카 시게루)
- 용사특급 마이트가인(미스터 크로오피)
- 루팡3세 루팡 암살지령(키스·헤이돈)

1994년
- 캡틴 츠바사J(미우에 타츠오)
- 일곱 바다의 티코 (죠지)
- 마법진 구루구루(고쟈)

1995년
- 버추어 파이터 (울프 호크필드)

1996년
- 쾌걸 조로(사신)
- 괴도 세인트 테일(소우마 #34)
- 기동신세기 건담X (아임 자트)
- 하멜의 바이올린(베이스)
- 미소녀전사 세일러문 세일러 스타즈(요시노 카와이)
- 명탐정 코난
- 바람의 검심 -메이지 검객 낭만담-(후지)

1997년
- 검풍전기 베르세르크(보이드,나레이션)
- 배틀아스리테스 대운동회(미스터 미러클)
- HARELUYA Ⅱ BOY(코다)
- 포켓몬스터(오키드 박사, 나레이션, 지우의 킹크랩, 지우의 질뻐기, 웅이의 롱스톤→킹스톤, 웅이의 피콘→쏘콘, 바람의 거북왕, 관철의 스라크, 로이의 또도가스, 한웅의 슬리퍼, 한웅의 킹스톤, 잉어킹 장사꾼, 외)
- MAZE☆폭렬시공(어스터 로트·레게)
- 명탐정 코난(나카모리 긴조)
- 열화의 염(공해)

1998년
- 이니셜DD(후지와라 분타)
- 카우보이 비밥(제트 블랙)
- 카사라키(수상)
- 데빌맨 레이디(세타 카츠미)
- 트라이건(B.D. 네온)
- 유☆희☆왕(카이바 고사부로)

1999년
- THE빅오(알렉스 로즈워터)
- GTO(히자키 사장)
- 성계의 문장(엔트류아 경부)
- 천사가 될꺼야!(욱 군)
- 도라에몽(페하)
- ONE PIECE(코우시로우)

2000년
- 반드레드(라밧트)
- 하지메의 일보(미야타의 아버지)
- 포켓몬스터 뮤트! 나하코코니 제리(나레이션,외)

2001년
- 반드레드 the second stage(라밧트)
- 카스민(마스터)
- 바람의 요짐보(카나하라붕행)
- 강철천사 '쿠루미 2식(스메라기 텐카이))
- 사이보그 009(2001년판)(밴·보그트)
- SAMURAI GIRL 리얼바웃 하이스쿨 (토도 교장선생님)
- 디지몬 테이머즈(바지라몬)
- 나지카 전격작전(쿠라쿠 겐토)
- HELLSING(피터 퍼거슨)

2002년
- 쪽빛보다 푸르게(누에고치의 아버지)
- NARUTO -나루토-(자부자)
- 포켓몬스터 어드벤스 제네레이션(오키드 박사, 나레이션, 지우의 스왈로, 웅이의 쏘콘, 바람의 엘렉키블, 로이의 또도가스, 정원의 대짱이, 철희의 다텡구, 종길의 게을킹, 잉어킹 장사꾼, 외)

2003년
- 아스트로 보이·철완아톰(분)
- WOLF'S RAIN(쿠엔트·야이덴)
- 에어마스터(르체 마스터)
- 신나는 과학 어드벤쳐 아하 그렇구나! (유리카 타워)
- GAD GUARD(하치스카 코고로)
- 칼레이도 스타(폴리스)
- 코로케! (스팸메일)
- 괴!!크로마티 고교(나레이션)
- 주간 포켓몬 방송국(오키드 박사,외)
- FIRESTORM(페트로스·사로)
- 플라네테스(웨르나-·락 스미스)
- 무한전기 포트리스(파일 호크)
- LAST EXILE(고드윈)

2004년
- 아가사·크리스티의 명탐정 포와로와 마풀(케네디)
- 북쪽에. Diamond Dust Drops? (하라다 타카1)
- 오늘부터 마왕! 제1 시리즈(폰 슈피츠버그경 슈토펠)
- 금빛의 갓슈벨!!(크스타프)
- 최유기RELOAD GUNLOCK(야쿠모)
- 사무라이 챔프루
- 지팡구(타키 에이이치로)
- 모험왕 비트(베르토제)
- MONSTER(나레이션)

2005년
- ARIA The ORIGINATION(점장)
- 격투미신 우롱(조덕흥(트오·잣헨))
- 갤러리 페이크 (센쥬의 아버지)
- 오늘부터 마왕! 제2 시리즈(폰 슈피츠버그경 슈토펠)
- 강식장갑 가이버(오스월드 A. 리스카)
- 교향시편 유레카(브리타니)
- 창성의 아크에리온(젠 후도)
- 블랙잭(텐마)

2006년
- ARIA The NATURAL(카페의 점장)
- 오반 스타레이서(돈·웨이)
- 더 서드 ~푸른 눈동자의 소녀~ (보기)
- 사상최강의 제자 켄이치 (사카키 시오)
- 태양의 묵시록(타카나시)
- NANA(하치의 아버지)
- 신!(해피☆럭키)빅쿠리맨(초성신 크로노즈, 마도헬 리스트)
- FLAG(아카기 케이이치)
- 포켓몬스터 다이야몬드&펄(오키드 박사, 나레이션, 빛나의 맘모꾸리, 진철의 토대부기, 진철의 링곰, 진철의 드래피온, 강평의 내룸벨트, 건오의 후딘, 건오의 근육몬, 종수의 거대코뿌리, 잉어킹 장사꾼, 외)
- 성실하게 불쾌하게 쾌걸 조로리
- 소생하는 하늘 -RESCUE WINGS-(혼고 슈우지로우)

2007년
- 기동전사 건담00(세르게이 스미르노프,감시자)
- 은혼(코제니가타 헤이지)
- 게게게의 키타로 제5작)(손의눈 외)
- 스컬맨(보그트)
- 도라에몽(발트 국왕)
- 마인탐정 네우로(스기타 유스케)
- MOONLIGHT MILE(크리스·제퍼슨)

2008년
- 카이바(갓난아기)
- 기동전사 건담 00 세컨드 시즌 (세르게이 스미르노프)
- 오늘부터 마왕! 제3 시리즈(폰 슈피츠버그경 슈토펠)
- 고르고 13(샘 샤이안)
- 스티치! 새로운 모험 (간투)
- 철완 버디 DECODE(게오르구·고메스)
- 도서관 전쟁(히코에광정)
- 노라미미2(신사)
- BLASSREITER(겔트·후렌트,시드우)
- MAJOR 4th season(톰)
- 망념의 잠드(타케하라 류조(주인공의 아버지))

2009년
- 구인 사가(화성)
- 철완 버디 DECODE:02(게오르구·고메스)
- NARUTO -나루토- 질풍전(자부자)
- 네기파우스의 아사타로(헤이조)
- 강철의 연금술사 FULLMETAL ALCHEMIST(반·호엔하임)
- 하지메의 일보 New Challenger(미야타의 아버지)
- ONE PIECE(키자루,콩)

2010년
- 하늘의 소리 (크라우스)
- HEROMAN（코고르)
- 포켓몬스터 베스트위시(오키드 박사, 나레이션, 덴트의 메더, 빛나의 맘모꾸리, 로이의 뽀록나, 루크의 골비람, 슈티의 유토브, 노간주의 버프론, 팬지의 고고트, 잉어킹 장사꾼, 외)

2013년
- 포켓몬스터 XY(오키드 박사, 나레이션, 외)

### 극장용 애니메이션
1990년
- 정글북 (1967년 영화) 킹루이(루이왕/루이)

2005년
- 극장판 포켓몬스터 AG: 뮤와 파동의 용사 루카리오

2011년
- 철권 : 블러드 벤젠스 (미시마 헤이하치)

2024년
- 포켓몬스터: 성도지방 이야기, 최종장 (나레이션)

### OVA
1988년
- 은하영웅전설 (욥 트류니히트)

1998년
- 뱀파이어 헌터 OVA (도노반 바인)
- 청의 6호 (시들 더슨)

2000년
- 엑스 드라이버 (무나카타 케이)

2003년
- 머나먼 시공 속에서 2 백룡의 무녀 (용신)

### 게임
1998년
- 테일즈 오브 판타지아 (모리슨, 나레이션)

2006년
- 테일즈 오브 판타지아폴 에디션 (모리슨, 나레이션)

2008년
- 페르소나4 (도지마 료타로)

2011년
- 철권 태그 토너먼트 2 (미시마 헤이하치)

2012년
- 페르소나4 더 골든 (도지마 료타로)

2013년
- 드래곤즈 크라운 (드워프, 나레이션)

2015년
- 철권 7 (미시마 헤이하치)

2018년
- 슈퍼 스매시브라더스 얼티밋 (어흥염)